# Levi D. Carpenter
Levi D. Carpenter (* 21. August 1802 in Waterville, New York; † 27. Oktober 1856 ebenda) war ein US-amerikanischer Jurist und Politiker. In den Jahren 1844 und 1845 vertrat er den Bundesstaat New York im US-Repräsentantenhaus.

## Werdegang
Levi D. Carpenter wurde ungefähr zehn Jahre vor dem Ausbruch des Britisch-Amerikanischen Krieges im Oneida County geboren. Er besuchte öffentliche Schulen. Dann studierte er Jura. Nach dem Erhalt seiner Zulassung als Anwalt begann er in Waterville zu praktizieren. 1835 war er Supervisor von Sangerfield. Politisch gehörte er der Demokratischen Partei an.
Carpenter wurde in einer Nachwahl im 20. Wahlbezirk von New York in den 28. Kongress gewählt, um dort die Vakanz zu füllen, die durch den Rücktritt von Samuel Beardsley entstanden war. Seine Amtszeit begann am 5. November 1844. Da er auf eine Wiederwahlkandidatur 1844 verzichtete, schied er nach dem 3. März 1845 aus dem Kongress aus.
Nach seiner Kongresszeit nahm er wieder in Waterville seine Tätigkeit als Anwalt auf. Er starb dort am 27. Oktober 1856 und wurde auf dem Stadtfriedhof beigesetzt.